# Orophernes Nikephoros

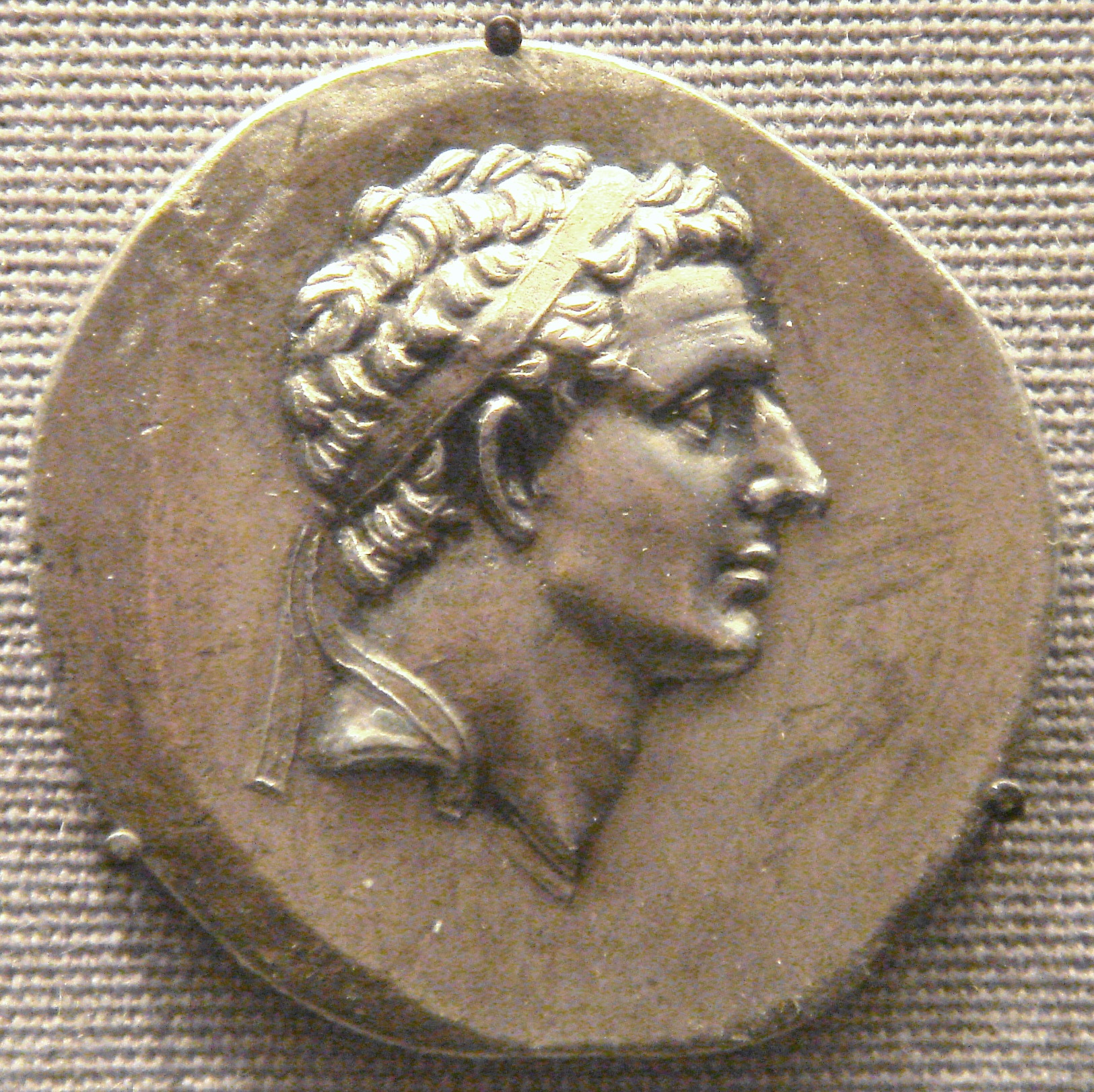
Orophernes Nikephoros

Orophernes Nikephoros (altgriechisch Ὀροφέρνης Νικηφόρος Orophérnēs Nikēphóros) war zwischen 158 und 157 v. Chr. alleiniger Herrscher Kappadokiens, danach zeitweise Mitregent seines Bruders Ariarathes V. Eusebes Philopator.

## Leben und Wirken
Orophernes war einer von zwei – möglicherweise – illegitimen Söhnen, die seine Mutter Antiochis ihrem Mann Ariarathes IV. von Kappadokien untergeschoben haben soll, wie Diodor berichtet. Nach der Geburt eines unzweifelhaft gemeinsamen Sohnes, Mithridates, des späteren Ariarathes, wurde Orophernes, um dessen Ambitionen auf den Thron zu unterbinden, nach Ionien geschickt. Nachdem sich sein Bruder, der bereits als Ariarathes V. den Thron bestiegen hatte, weigerte, die Schwester des Königs von Syrien, Demetrios I. Soter, zu heiraten, unterstützte dieser ihn, Ansprüche auf den kappadokischen Thron durchzusetzen.
157 v. Chr., nachdem Ariarathes abgesetzt und nach Rom geflohen war, schickte Orophernes zwei Botschafter nach Rom (Timotheos und Diogenes), um die Gesandten des Demetrios gegen seinen Bruder zu unterstützen. Nach einem Bericht des antiken Historikers Appian entschieden die Römer, die Herrschaft auf die beiden Brüder aufzuteilen. Die Herrschaft des Orophernes war angeblich durch Sittenverfall und Einführung systematischer Ausschweifungen gekennzeichnet. Hierzu soll er seine Untergebenen ausgeplündert, ermordet und deren Besitz konfisziert haben. Diodor berichtet, dass er, als sich seine Geschäfte verschlechterten und er befürchtete, seine Soldaten könnten wegen unbezahlten Soldes meutern, den Tempel des Zeus plündern ließ, um die Soldaten auszubezahlen. Unabhängig hiervon hat seine Herrschaft vermutlich nicht lange angehalten, da schon nach kurzer Zeit Ariarathes V. wieder als Alleinherrscher genannt wird.
Orophernes hinterlegte für den Fall, dass das Schicksal ihm wieder günstiger sein würde, 400 Talente bei den Bürgern von Priene als Sicherheit. Diese erstatteten das Geld später aber, nachdem Ariarathes es zum Anlass eines – auf Intervention der Römer nicht beendeten – Krieges gegen Priene genommen hatte.
Nachdem Orophernes gezwungen worden war, nach Syrien zurückzukehren, beteiligte er sich an einer Verschwörung gegen Demetrios, der ihn darauf in Ketten legen ließ, sein Leben aber schonte, um ihn als Mittel gegen Ariarathes verwenden zu können.